# 加尔施泰特
加尔施泰特是德国下萨克森州的一个市镇。总面积14.93平方公里，总人口1458人，其中男性713人，女性745人（2011年12月31日），人口密度98人/平方公里。